# August Hollenstein
August Hollenstein (ur. 28 marca 1920 w Bettwiesen, zm. 31 października 2003) – szwajcarski strzelec, olimpijczyk, multimedalista mistrzostw świata i Europy. Najlepszy sportowiec Szwajcarii za rok 1963.

## Życiorys
Hollenstein trzykrotnie wystartował na igrzyskach olimpijskich (IO 1952, IO 1960, IO 1964), startując za każdym razem w karabinie dowolnym w trzech postawach z 300 m. Najlepszy wynik osiągnął na turnieju w 1952 roku w Oslo, gdzie był na 4. miejscu (przegrał o 1 punkt z Lwem Wajnsztejnem). Ponadto był na 5. miejscu w 1964 roku i na 11. pozycji w 1960 roku. Na igrzyskach w Rzymie był chorążym reprezentacji Szwajcarii podczas ceremonii otwarcia igrzysk.
Szwajcar jest 16-krotnym medalistą mistrzostw świata (6 złotych, 7 srebrnych i 3 brązowe medale), w tym 10-krotnym w zmaganiach drużynowych. Indywidualnie 2 razy został mistrzem świata, 3 razy wicemistrzem i 1 raz brązowym medalistą. Najwięcej pozycji medalowych osiągnął podczas turnieju w 1952 roku (9), podczas którego więcej miejsc na podium wywalczył tylko Robert Bürchler. Na mistrzostwach Europy Hollenstein osiągnął 17 medali (6 złotych, 6 srebrnych i 5 brązowych), w tym 12 w drużynie. Indywidualnie 4 razy został mistrzem kontynentu, a najwięcej medali osiągnął podczas zawodów w 1963 roku (9). W tym samym roku, jako pierwszy strzelec, został wybrany najlepszym sportowcem w Szwajcarii (ponadto szwajcarska drużyna strzelecka została wybrana najlepszym zespołem kraju). Międzynarodowe starty zakończył mistrzostwami świata w 1966 roku. Jest ponad 40-krotnym mistrzem Szwajcarii. W 1957 i 1963 roku był królem strzelców („Schützenkönig”) podczas zawodów federalnych. W 1952 roku został honorowym obywatelem Bettwiesen. 
W 1969 roku zaczął handlować bronią myśliwską i sportową w rodzinnej miejscowości Bettwiesen i założył firmę Hollenstein Waffen, którą w 1989 roku przejął jego syn Daniel.

## Wyniki

### Igrzyska olimpijskie
| Igrzyska      | Konkurencja                          | Wynik                   | Miejsce | Źródło |
| ------------- | ------------------------------------ | ----------------------- | ------- | ------ |
| Helsinki 1952 | Karabin dowolny, trzy postawy, 300 m | 1108 pkt. (384–370–354) | 4       | [ 1 ]  |
| Rzym 1960     | Karabin dowolny, trzy postawy, 300 m | 1112 pkt. (385–373–354) | 11      | [ 2 ]  |
| Tokio 1964    | Karabin dowolny, trzy postawy, 300 m | 1135 pkt. (382–381–372) | 5       | [ 3 ]  |

### Medale mistrzostw świata
Opracowano na podstawie materiałów źródłowych:
| Mistrzostwa    | Konkurencja                                          | Wynik             | Miejsce |
| -------------- | ---------------------------------------------------- | ----------------- | ------- |
| Oslo 1952      | Karabin małokalibrowy, trzy postawy, 50 m, drużynowo | 5781 pkt. (druż.) |         |
| Oslo 1952      | Karabin małokalibrowy klęcząc, 50 m, drużynowo       | 1934 pkt. (druż.) |         |
| Oslo 1952      | Karabin małokalibrowy stojąc, 50 m                   | 378 pkt.          |         |
| Oslo 1952      | Karabin małokalibrowy stojąc, 50 m, drużynowo        | 1873 pkt. (druż.) |         |
| Oslo 1952      | Karabin dowolny, trzy postawy, 300 m                 | 1123 pkt.         |         |
| Oslo 1952      | Karabin dowolny, trzy postawy, 300 m, drużynowo      | 5540 pkt. (druż.) |         |
| Oslo 1952      | Karabin dowolny stojąc, 300 m                        | 359 pkt.          |         |
| Oslo 1952      | Karabin standardowy, trzy postawy, 300 m             | 530 pkt.          |         |
| Oslo 1952      | Karabin standardowy, trzy postawy, 300 m, drużynowo  | 2601 pkt. (druż.) |         |
| Caracas 1954   | Karabin dowolny, trzy postawy, 300 m, drużynowo      | 5505 pkt. (druż.) |         |
| Caracas 1954   | Karabin dowolny stojąc, 300 m                        | 363 pkt.          |         |
| Kair 1962      | Karabin małokalibrowy, trzy postawy, 50 m, drużynowo | 4508 pkt. (druż.) |         |
| Kair 1962      | Karabin małokalibrowy stojąc, 50 m, drużynowo        | 1442 pkt. (druż.) |         |
| Kair 1962      | Karabin dowolny, trzy postawy, 300 m, drużynowo      | 4502 pkt. (druż.) |         |
| Kair 1962      | Karabin wojskowy szybkostrzelny, 300 m               | 5 pkt.            |         |
| Wiesbaden 1966 | Karabin standardowy, trzy postawy, 300 m, drużynowo  | 2168 pkt. (druż.) |         |

### Medale mistrzostw Europy
Opracowano na podstawie materiałów źródłowych:
| Mistrzostwa           | Konkurencja                                          | Wynik     | Miejsce |
| --------------------- | ---------------------------------------------------- | --------- | ------- |
| Bukareszt 1955        | Karabin małokalibrowy, trzy postawy, 50 m, drużynowo | ?         |         |
| Bukareszt 1955        | Karabin dowolny klęcząc, 50 m, drużynowo             | ?         |         |
| Bukareszt 1955        | Karabin dowolny stojąc, 50 m, drużynowo              | ?         |         |
| Bukareszt 1955        | Karabin dowolny, trzy postawy, 300 m, drużynowo      | ?         |         |
| Bukareszt 1955        | Karabin dowolny stojąc, 300 m                        | 371 pkt.  |         |
| Bukareszt 1955        | Karabin standardowy, trzy postawy, 300 m, drużynowo  | ?         |         |
| Brescia/Mediolan 1959 | Karabin małokalibrowy klęcząc, 50 m, drużynowo       | ?         |         |
| Brescia/Mediolan 1959 | Karabin dowolny, trzy postawy, 300 m, drużynowo      | ?         |         |
| Oslo 1963             | Karabin dowolny, trzy postawy, 300 m                 | 1150 pkt. |         |
| Oslo 1963             | Karabin dowolny, trzy postawy, 300 m, drużynowo      | ?         |         |
| Oslo 1963             | Karabin dowolny leżąc, 300 m                         | 396 pkt.  |         |
| Oslo 1963             | Karabin dowolny stojąc, 300 m                        | 376 pkt.  |         |
| Oslo 1963             | Karabin małokalibrowy, trzy postawy, 50 m, drużynowo | ?         |         |
| Oslo 1963             | Karabin małokalibrowy klęcząc, 50 m, drużynowo       | ?         |         |
| Oslo 1963             | Karabin małokalibrowy stojąc, 50 m, drużynowo        | ?         |         |
| Oslo 1963             | Karabin standardowy, trzy postawy, 300 m             | 553 pkt.  |         |
| Oslo 1963             | Karabin standardowy, trzy postawy, 300 m, drużynowo  | ?         |         |